# Phở

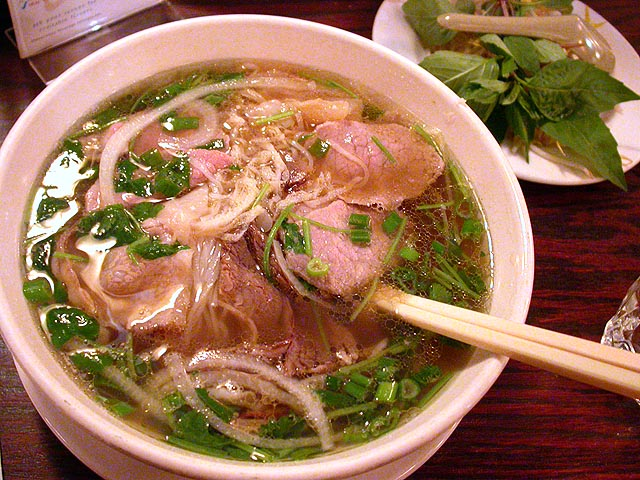
Phở

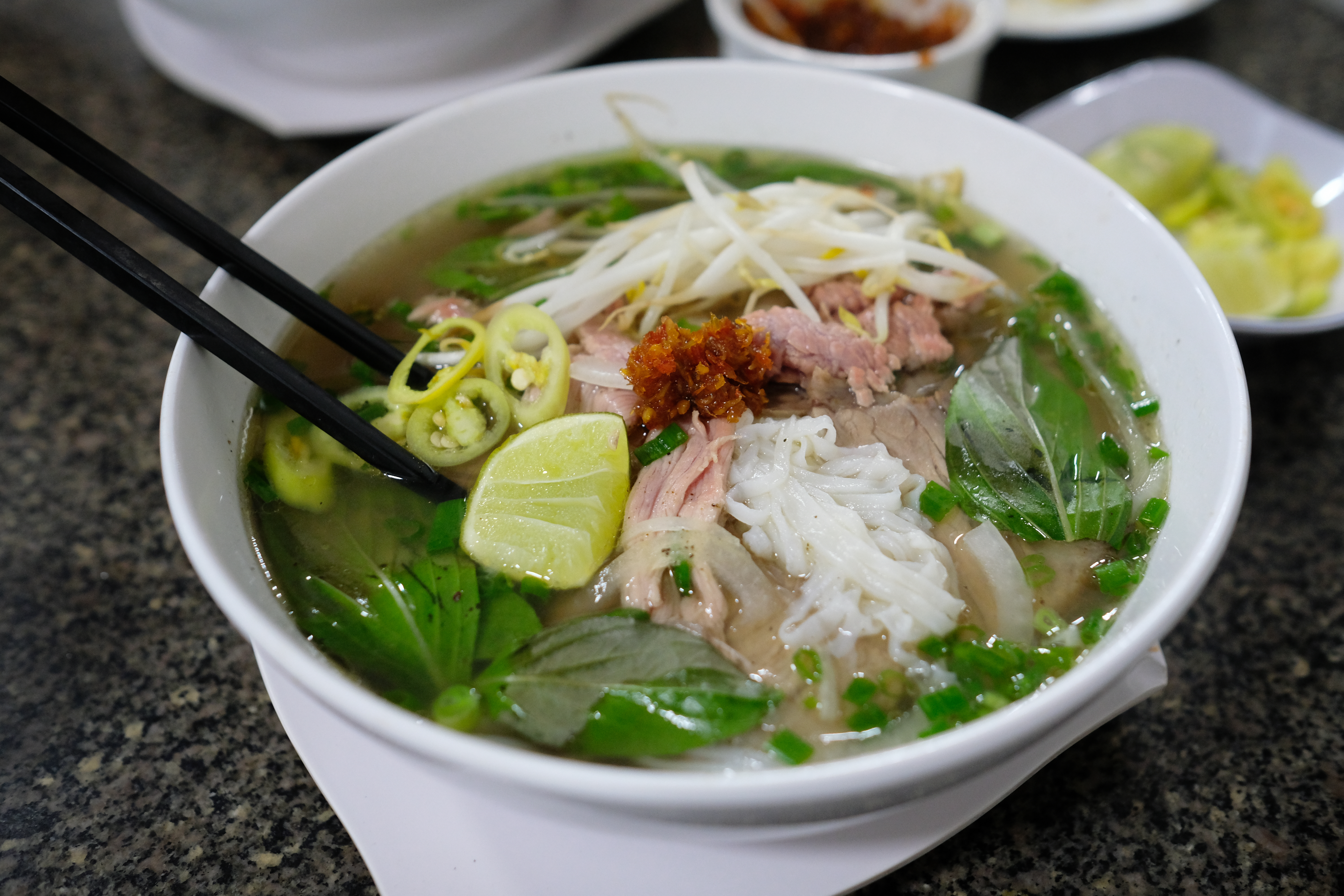
Phở bò

Phở (wymowa wietnamska [fəː˧˩˧] ( odsłuchaj)) – popularne danie kuchni wietnamskiej. Zupa, rodzaj rosołu z makaronem i dodatkami. Tradycyjnie przyrządza się dwa rodzaje phở: phở bò z wołowiną i phở gà z mięsem kurczaka. Obecnie tworzone są różne wariacje z innymi dodatkami. Zdarza się, że do przygotowania zupy wykorzystuje się ponad 20 różnych składników.
Zupę najczęściej przyprawia się zieloną kolendrą i dosala sosem rybnym.
Przepis na potrawę powstał na początku XX wieku w północnym Wietnamie. Po roku 1954, w związku z migracjami spowodowanymi podziałem Wietnamu na część południową i północną, potrawa rozprzestrzeniła się również na inne regiony, wzbogacana lokalnymi składnikami. Obecnie phở jest popularnym daniem w całym Wietnamie, je się ją zarówno na śniadanie, jak i na obiad lub kolację. Phở zwykle je się pałeczkami, wypijając na koniec sam bulion.